# Risico-preferentie
In de theoretische economie en de financiering en beleggingsleer houdt risico-preferentie (ook risico-zoekendheid) in dat een economisch agent gedrag vertoont, dat risico's opzoekt in plaats van deze te vermijden. Het tegenovergestelde van risico-preferentie is risico-afkerigheid. 
Een voorbeeld van risico-zoekend gedrag is gokken in een casino.  
Indien een economische agent in een spel twee keuzen krijgt voorgelegd: ofwel direct € 50 uitbetaald krijgen. ofwel een 50% kans op of € 100 of op € 0, zal een agent met een uitgesproken risico-preferentie direct de voorkeur geven aan de kans op 0 of 100 euro. Een risico-neutrale agent zal geen voorkeur hebben voor een van deze twee voorgelegde opties. Een risico-averse agent, krijgt liever ineens iets minder dan 50 euro uitgekeerd in plaats van in te gaan op de voorgelegde keuze tussen 0 of 100 euro.